# Buenavista, San Lucas Ojitlán
Buenavista är en ort i Mexiko.   Den ligger i kommunen San Lucas Ojitlán och delstaten Oaxaca, i den sydöstra delen av landet, 300 km sydost om huvudstaden Mexico City. Buenavista ligger 169 meter över havet och antalet invånare är 281.
Terrängen runt Buenavista är kuperad österut, men västerut är den platt. Runt Buenavista är det ganska glesbefolkat, med 39 invånare per kvadratkilometer. Närmaste större samhälle är San Lucas Ojitlán, 3,1 km nordväst om Buenavista. Trakten runt Buenavista består huvudsakligen av våtmarker.